# Dewoitine D.373
Dewoitine D.373 – francuski myśliwiec produkowany w drugiej połowie lat 30. XX wieku.

## Historia
D.373 został stworzony jako kolejny model serii D.37er na zamówienie francuskiej Marynarki Wojennej z 1934 roku. Pierwszym typem był D.371 jako samolot pokładowy lotniskowca „Béarn”.
Projekt samolotu zakładał budowę górnopłatu o drewniano-metalowym kadłubie ze stałym podwoziem. Skrzydła były metalowe. Koła podwozia zostały wyposażone w hamulce, co wymusiło wzmocnienie ramy. Napęd stanowił silnik gwiazdowy GR14Krs Mistral Major o mocy 930 KM.
Wersje D.371 i D.373 zostały przystosowane do roli myśliwców lotnictwa morskiego. Otrzymały dodatkowe wyposażenie, jak: haki w tylnej części kadłuba, worki i sprzęt ratownictwa morskiego w skrzydłach oraz ulepszone radio.
Produkcja seryjna ruszyła na przełomie 1935/1936 roku serią 40 maszyn, z czego do 1938 roku 16 maszyn otrzymał lotniskowiec „Béarn” (eskadra myśliwców 7C-1). Reszta maszyn była trzymana w rezerwie lub wykorzystywana do celów szkoleniowych.

## Służba
12 tych samolotów wzięło udział w hiszpańskiej wojnie domowej w barwach lotnictwo republikańskiego. W 1935 roku pewna ich liczba została zakupiona przez Litwę. Na początku II wojny światowej D.371 patrolowały wybrzeże francuskie. Sporadycznie maszyny te również były używane również do bombardowań wojsk niemieckich w czasie kampanii francuskiej.

## Modele

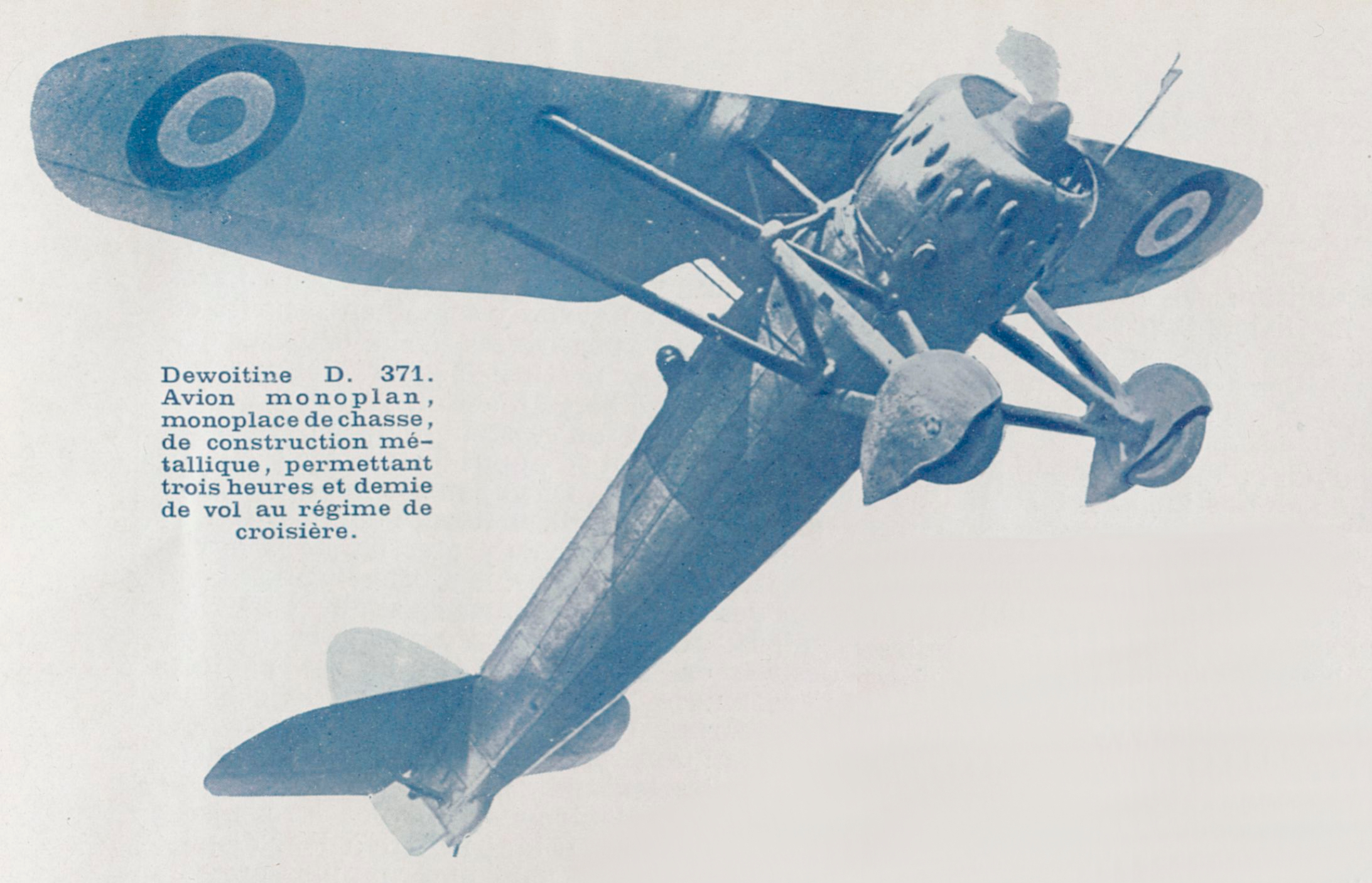
Devoitine D.371 w barwach francuskich

- D.371 – pierwotna wersja, hamulce w kołach, dwa karabiny maszynowe zainstalowane w skrzydłach poza łukiem śmigła.
- D.372 – bez hamulców kół, karabiny maszynowe (dwa) wbudowane w konstrukcję silnika.
- D.373 – wersja przeznaczona dla francuskiej marynarki wojennej.
- D.376 – wersja przeznaczona dla francuskiej marynarki wojennej, nie weszła do seryjnej produkcji.